# Walter Schmögner
Walter Schmögner (* 11. Juni 1943 in Wien) ist ein österreichischer Maler, Zeichner, Buchkünstler, Bildhauer und Bühnenausstatter.

## Leben
Walter Schmögner ist das zweite Kind des Malers Theobald Schmögner und seiner Frau Rita. Seine Kindheit verbrachte er mit seinem Bruder in Toledo. Auch später verlebte er längere Auslandsaufenthalte in Frankfurt a. M., Paris, New York, Hamburg, Zürich, München und London.
Nach der Rückkehr nach Wien besuchte Schmögner die Graphische Lehr- und Versuchsanstalt. Viktor Matejka, der ehemalige Kulturstadtrat von Wien, erkannte das Talent des jungen Künstlers und wurde sein erster Förderer. Schmögner hatte seine erste Ausstellung  1963 bei Wilhelm Herzog und in der Galerie „33 Stufen“ (Wohnungsgalerie). Schmögner lebt in Wien und im Südburgenland. Er lebt derzeit in liierter Beziehung mit Richterin Sandra Mathes.

## Werk
Zentrale Themen seiner Arbeit sind einerseits farbstarke Auseinandersetzungen mit dem Licht und andererseits graue, düstere, meist im Unterirdischen angesiedelte Architekturphantasien.
Waren es am Anfang skurrile Federzeichnungen menschlicher Schwächen, von Getier, explodierende Uhren und ertränkter oder in den Abgrund geschickter Personen, so begann Anfang der 1970er Jahre eine neue Phase.
In den 1980er Jahren begann Schmögner auf Leinwand zu malen, hauptsächlich großformatige Werke, oft farbstarke Auseinandersetzungen mit dem Licht oder auch graue unterirdische Architekturphantasien. Ende der 1990er Jahre entstanden filigrane Skulpturen aus Hanfschnüren und Weidenruten, mit Papier umwickelt, bemalt, geschützt von einem Glassturz.
Schmögner zeichnet auch für 30 Bücher, Kinderbücher und Kunstbände verantwortlich. Einige davon waren eine Zusammenarbeit mit H. C. Artmann, Barbara Frischmuth, Peter Hacks und Helmut Qualtinger, andere als künstlerische Buch-Gestaltung  für Robert Walser und Hermann Hesse. „Das Drachenbuch“ wurde mit dem „Deutschen Jugendliteraturpreis“ ausgezeichnet und in zwölf Sprachen übersetzt.

## Ausstellungen
- 1970	Museum des 20. Jahrhunderts, Wien
- 1972 	Musée d’Art Moderne, Paris, Kunsthaus Zürich
- 1976	Werke aus 12 Jahren in der Albertina, Wien
- 1979	Galerie Paul Facchetti, Paris und Zürich
- 1983 Galerie Würthle Wien
- 1991	Magische Räume in der Schirn Kunsthalle Frankfurt
- 1995	Neue Arbeiten in der Kunsthalle Frauenbad, Baden bei Wien
- 1997	Retrospektive 1963–1996, Historisches Museum der Stadt Wien
- 2004	Burgenländische Landesgalerie Eisenstadt
- 2013	1Blick. Kunst im Vorhaus. Hallein.
- 2018  Skulpturen & Objekte in der Albertina, Wien

## Auszeichnungen
- 2004: Silbernes Ehrenzeichen für Verdienste um das Land Wien
- 2010: Preis der Stadt Wien für Bildende Kunst